# Catedral do Espírito Santo de Istambul
A Catedral do Espírito Santo de Istambul, constitui a principal construção da Igreja Católica Romana em Istambul, na Turquia. A catedral está situada na Avenida Cumhuriyet, na zona de Harbiye, próxima do distrito istambulita de Beyoğlu. Esta estrutura barroca foi erguida em 1846 sob a direção do arquiteto italiano Julien Hillereau.
A catedral já recebeu várias visitas papais, nomeadamente as dos papas Paulo VI, João Paulo II, Bento XVI e Francisco. No jardim encontra-se uma estátua de Bento XV.
Giuseppe Donizetti, o irmão do compositor de óperas italiano Gaetano Donizetti, está sepultado na cripta da catedral.